# Anconastes vesperus
Anconastes vesperus  (лат.) — темноспондил из семейства трематопид. Известен по образцам из формации Катлер (Нью-Мексико) позднекаменноугольного возраста.